# Náměstí (Hostinné)
Náměstí je centrální a historické náměstí a také název ulice města Hostinné v okrese Trutnov v Královéhradeckém kraji v Krkonošském podhůří. Je součástí Městské památkové zóny Hostinné.

## Historie a popis
Náměstí je známé svými půvabnými renesančními a barokními stavbami, včetně krásných měšťanských domů s arkádami z 16. až 18. století. Náměstí má téměř čtvercový půdorys a je vydlážděné. Uprostřed stojí Mariánský sloup zdobený pískovcovými sochami svatých a s pozlacenými erby rodiny Lamboyů, který pochází z roku 1678 a nechala jej postavit Sibylla de Lamboy (asi 1620–1687). Další dominantou Náměstí je renesanční radnice v Hostinném, která byla postavena v 15. století a ke které patří i věž se známými sochami obrů – ozbrojenců, s meči a štíty. Radnice, která je sídlem městského úřadu, je dvoupatrový řadový dům s podloubím, arkádami a asymetricky představěnou věží. Památkově chráněné jsou také měšťanské domy na Náměstí.

## Další informace
Náměstí je celoročně volně přístupné a občasně bývá využíváno ke kulturním a společenským akcím. Nechází se zde také hotel, restaurace, parkoviště, obchody apod. Přes náměstí vede naučná stezka Mravenčí stezkou, Cyklistická trasa 4298 a žlutě značená turistická trasa.

## Galerie

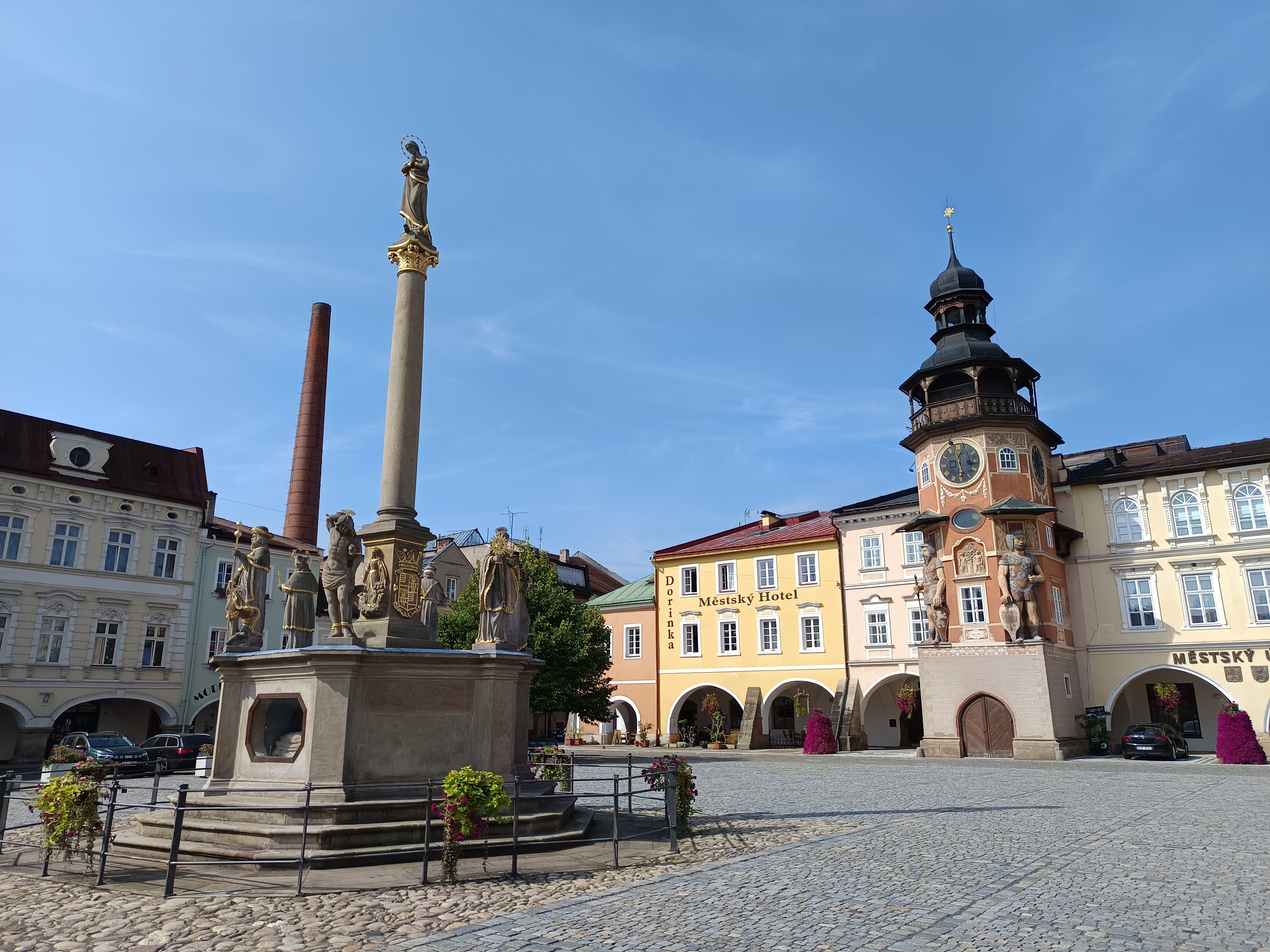
Radnice a Mariánský sloup v Hostinném
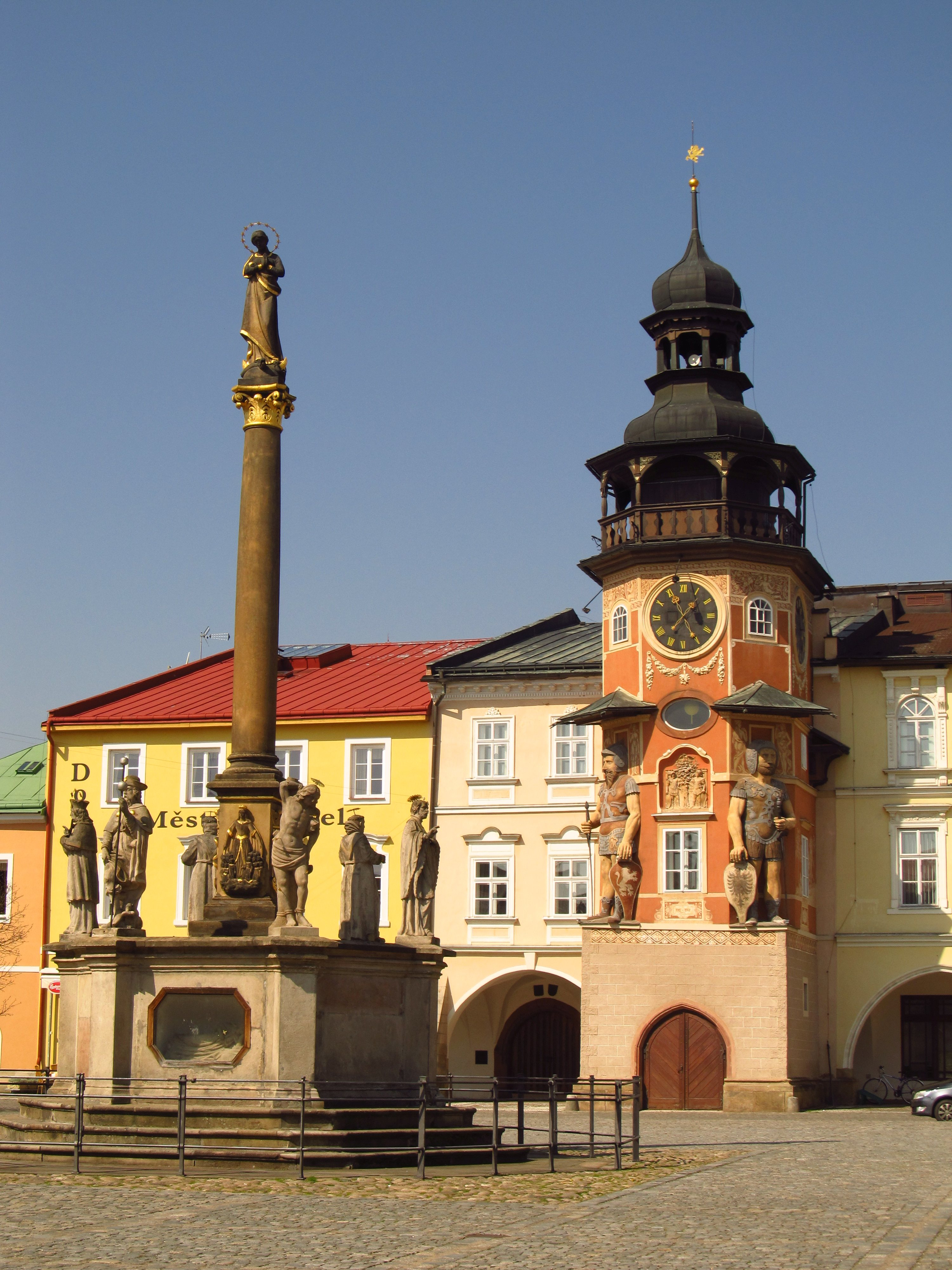
Radnice a Mariánský sloup v Hostinném
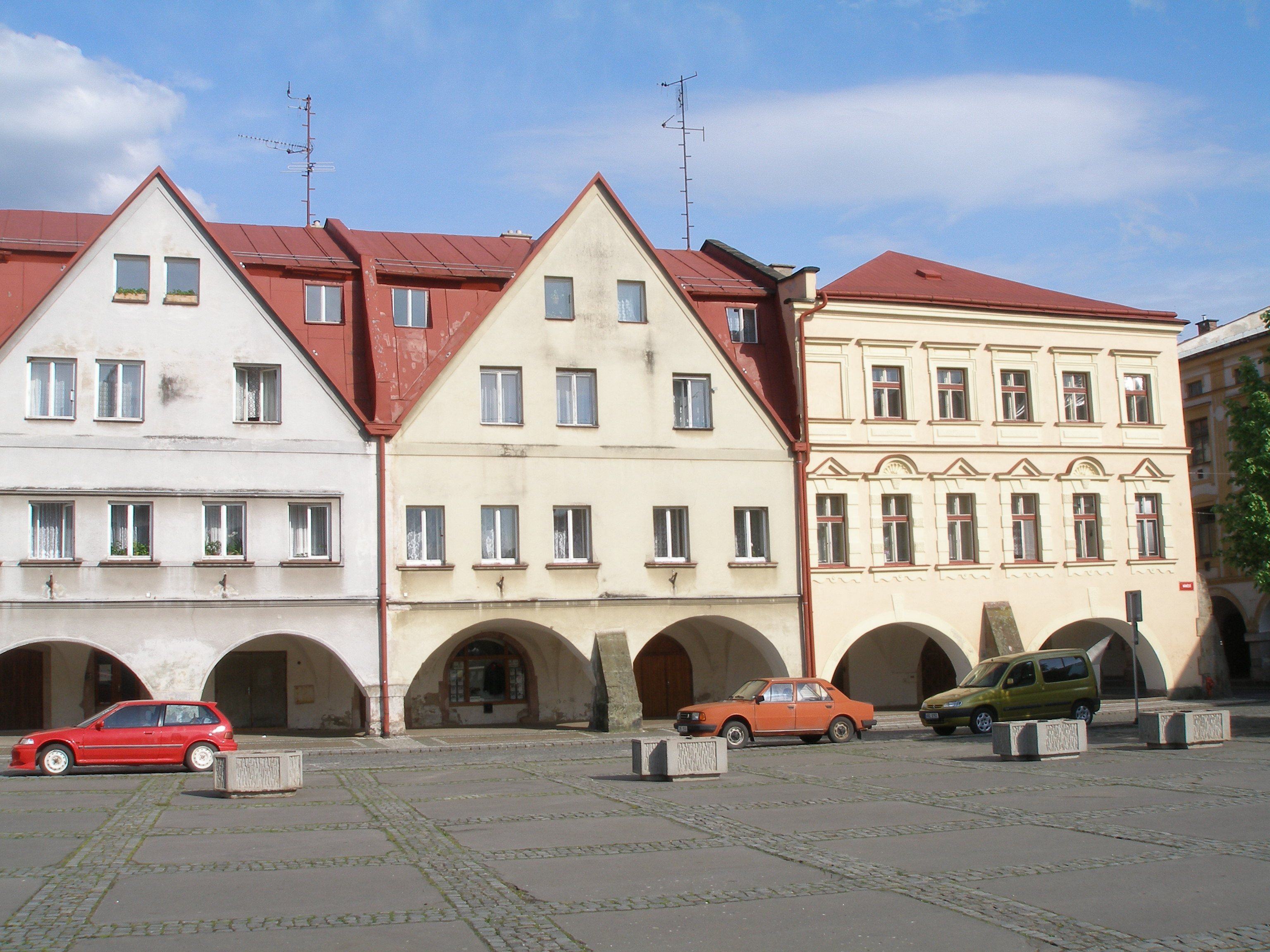
Náměstí a podloubí
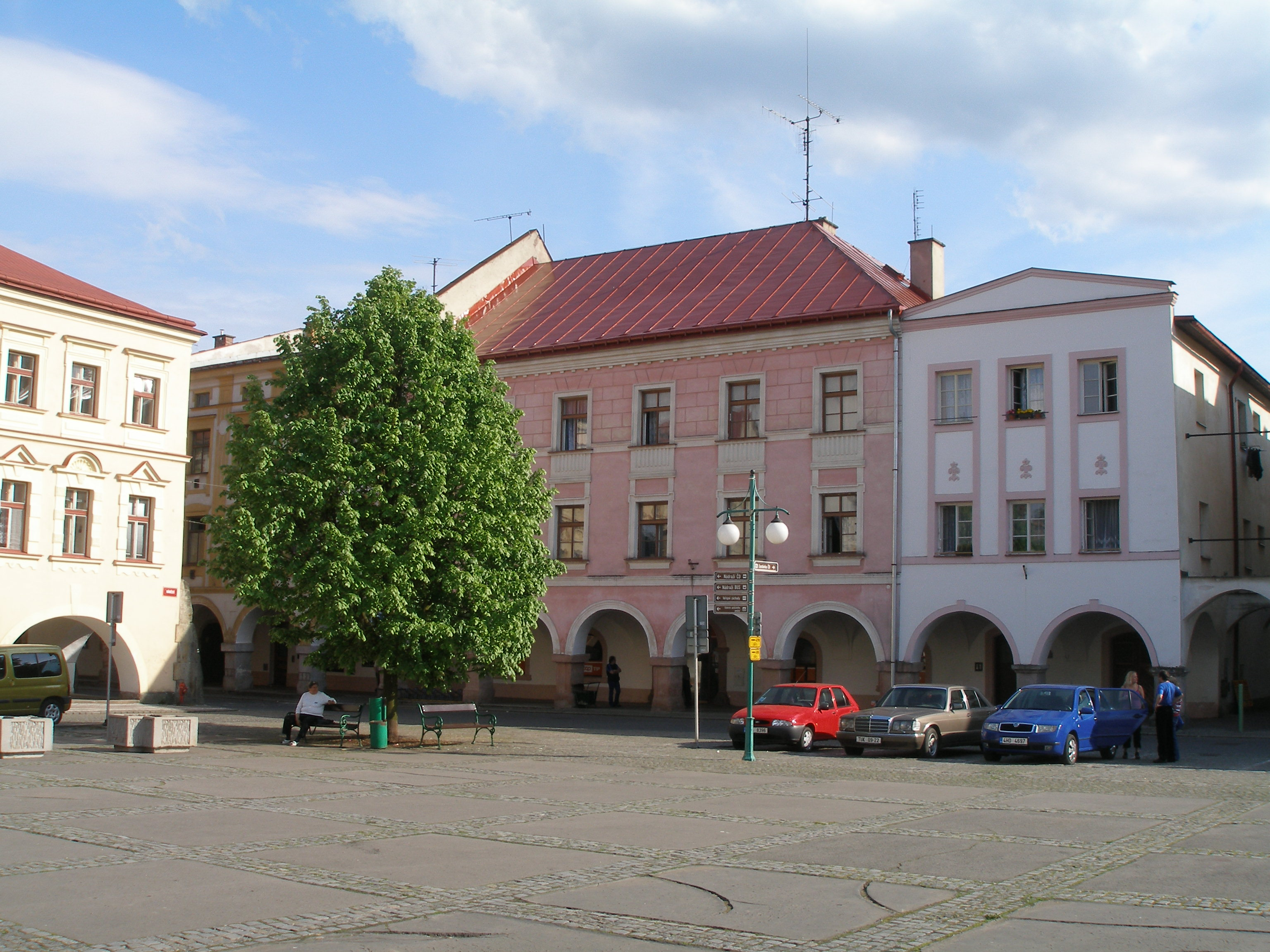
Náměstí a podloubí
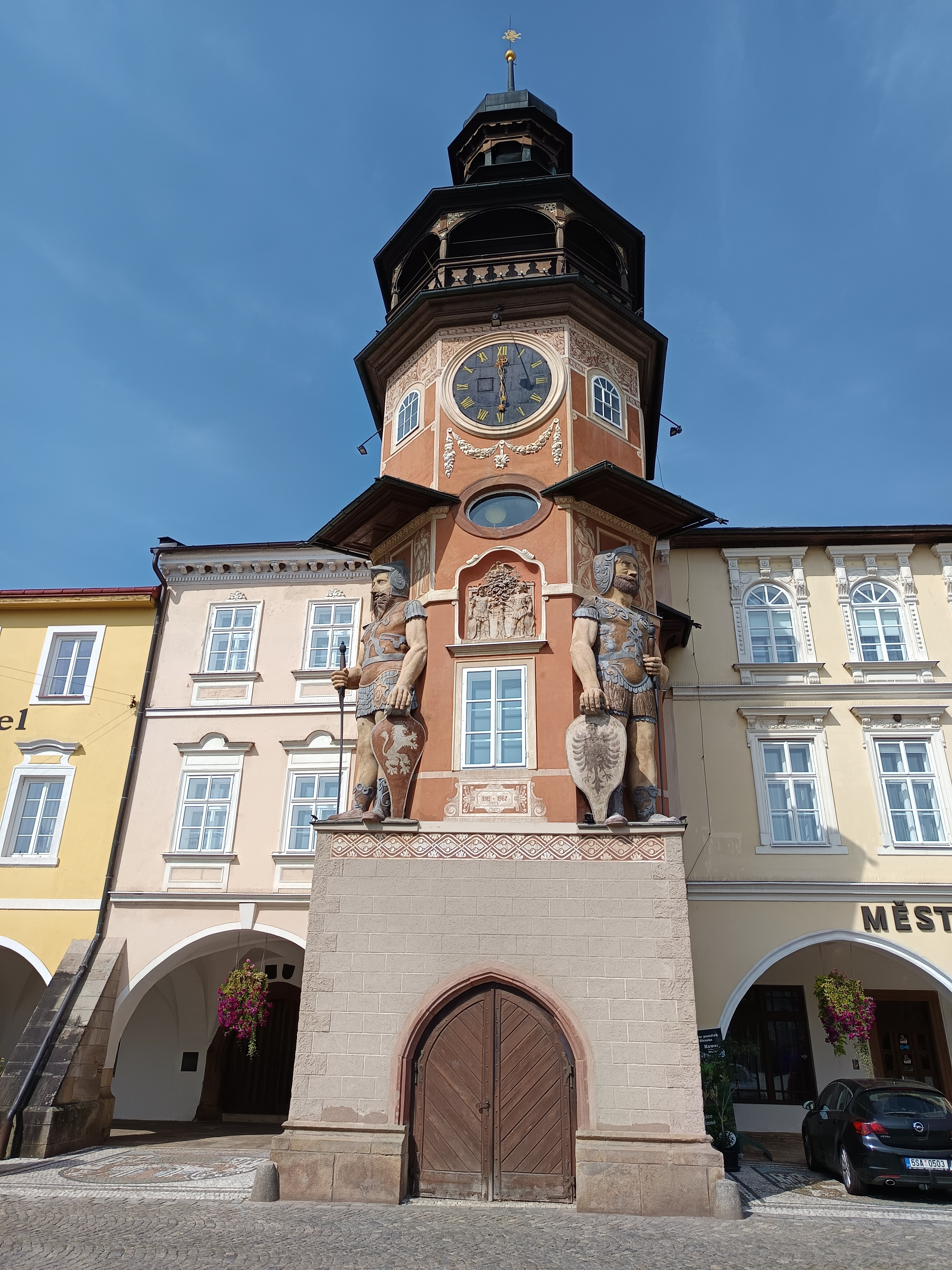
Radnice v Hostinném
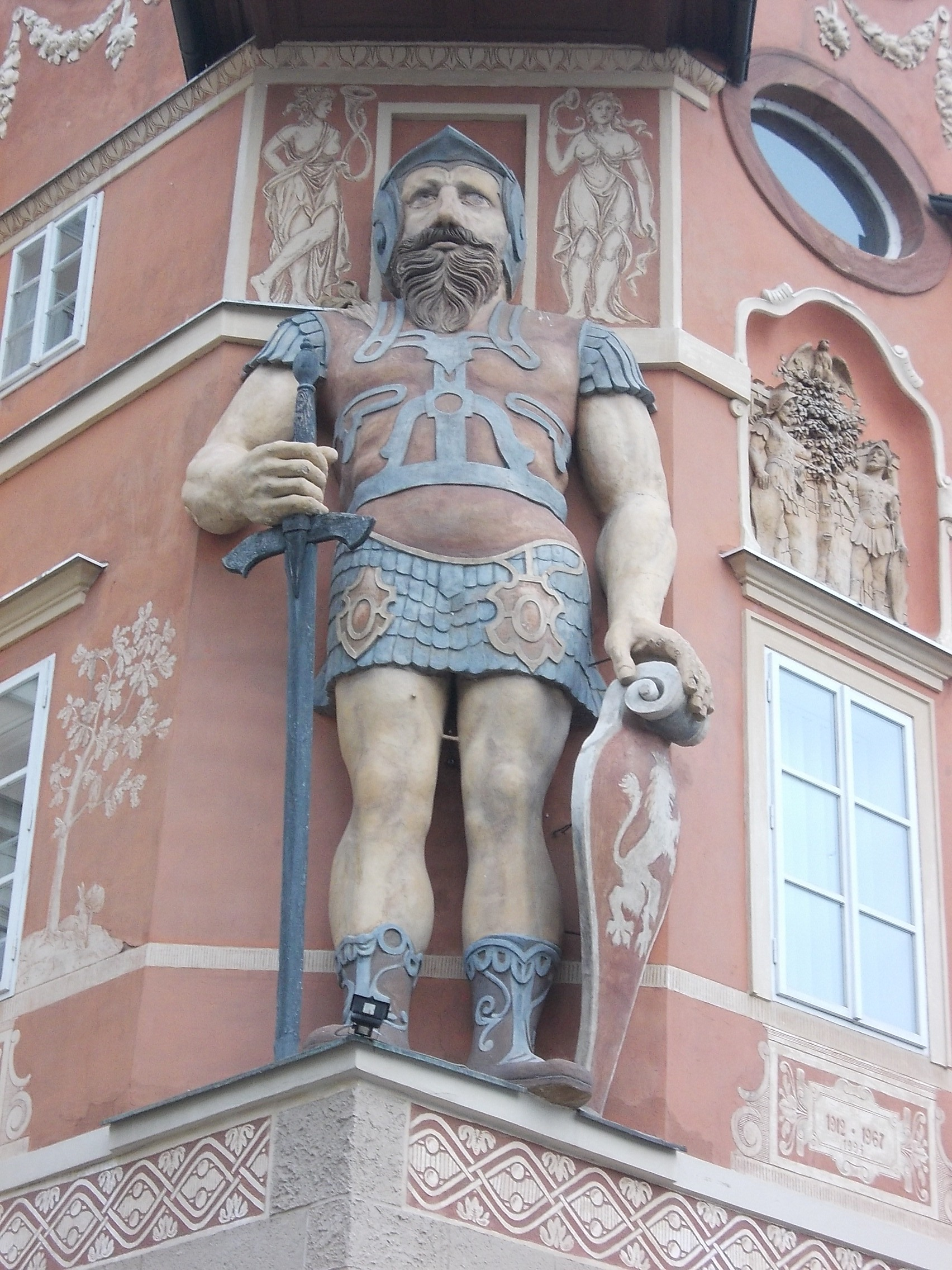
Radnice v Hostinném
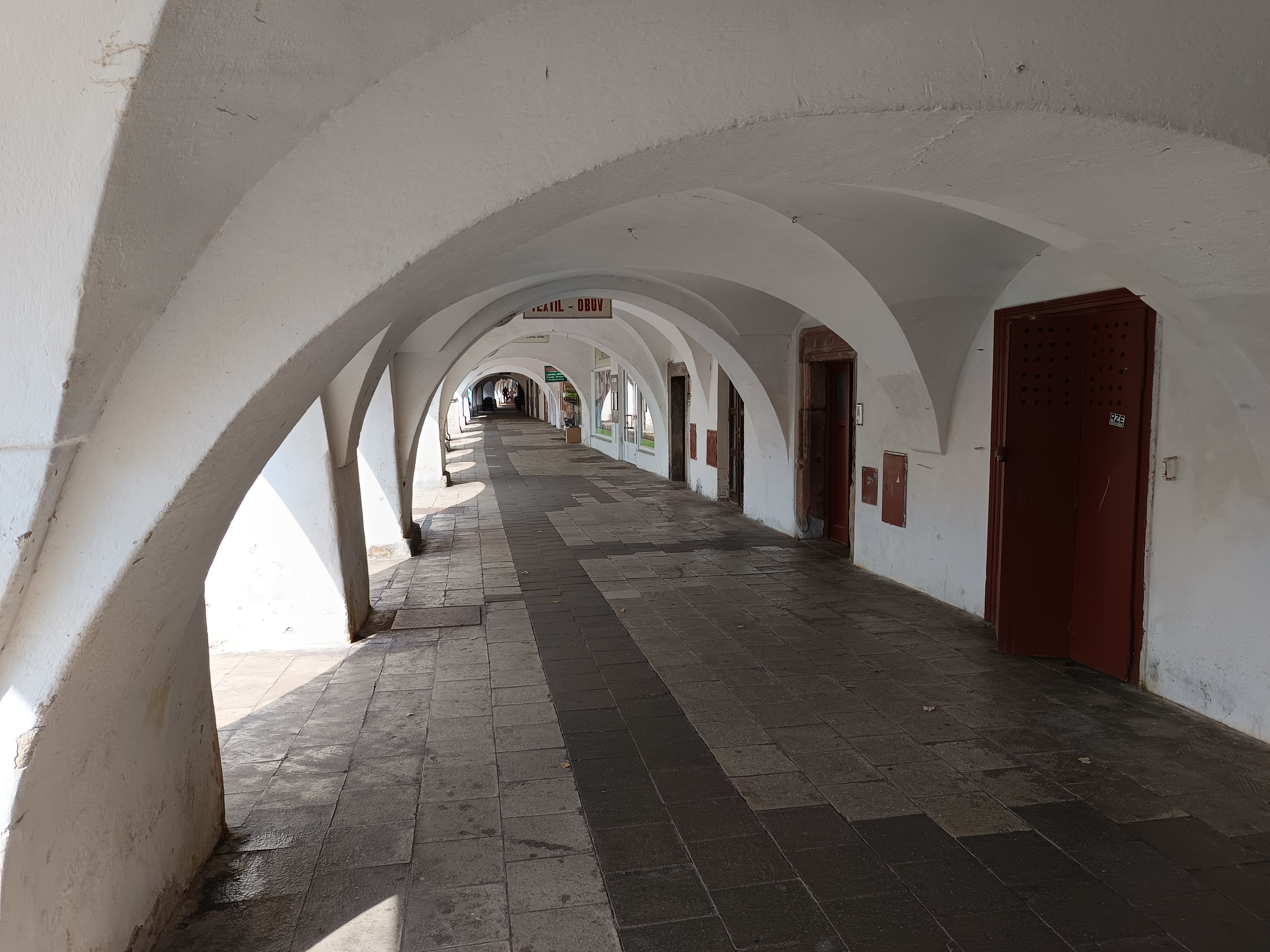
Podloubí